# Lena Olin

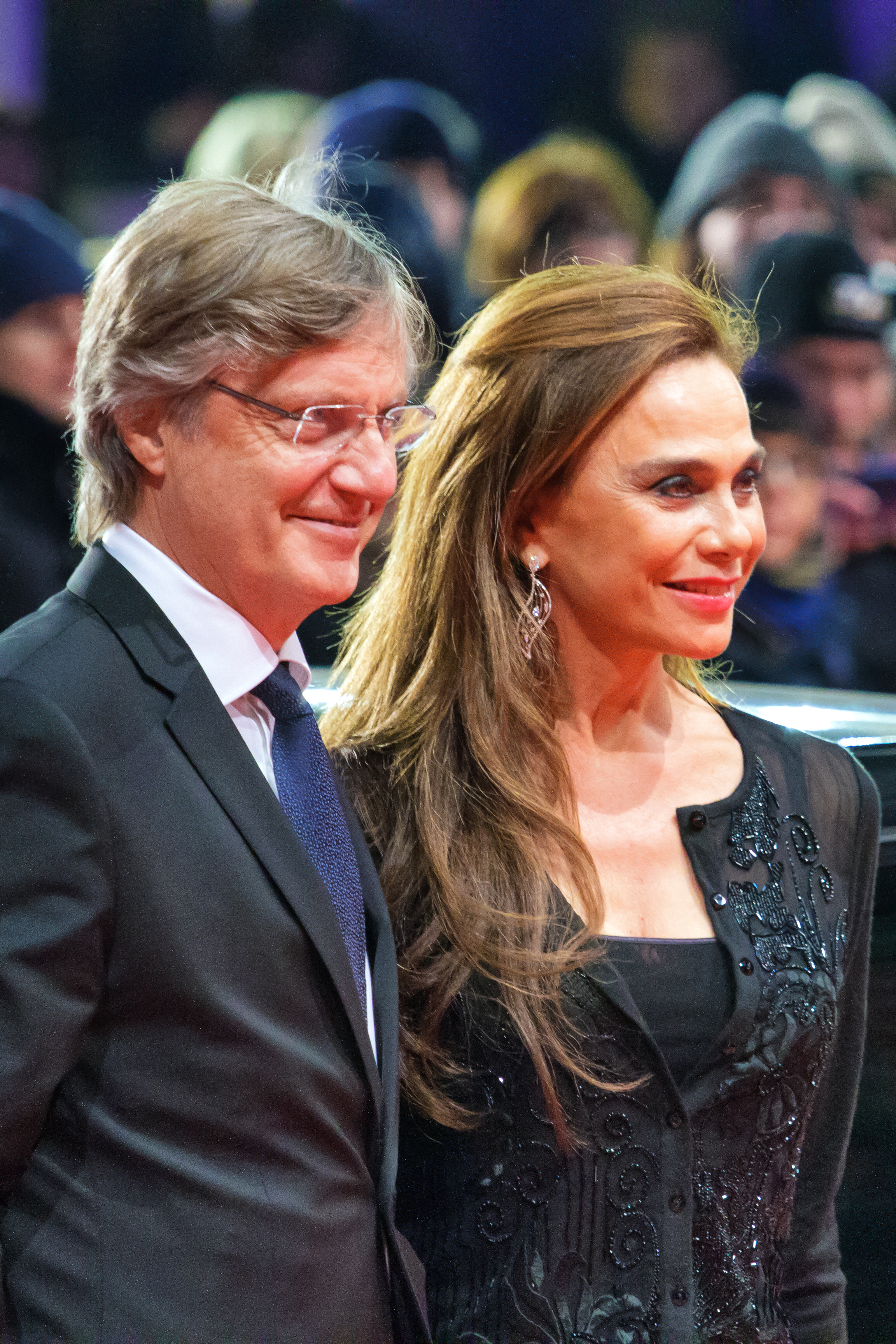
Olin i Hallström na 63. MFF w Berlinie (2013)

Lena Maria Joanna Olin (ur. 22 marca 1955 w Sztokholmie) – szwedzka aktorka filmowa i telewizyjna.

## Życiorys
W 1974 zdobyła tytuł Miss Scandinavia. Za rolę w filmie Wrogowie (1989) Paula Mazursky'ego była nominowana do Oscara dla najlepszej aktorki drugoplanowej. Zasiadała w jury konkursu głównego na 45. MFF w Wenecji (1988) oraz na 51. MFF w Cannes (1998).
Od 1994 jej mężem jest szwedzki reżyser Lasse Hallström.

## Filmografia
Filmy fabularne
- 2020: Quad (inne tytuły: Adam oraz Grounded) jako Yevgeniya[2]
- 2019: The Artist’s Wife jako Claire Smythson
- 2017: Maya Dardel jako Maya
- 2013: The Devil You Know jako Kathryn Vale
- 2013: Nocny pociąg do Lizbony (Night Train to Lisbon) jako Estefânia
- 2012: Hipnotyzer (Hypnotisören) jako Simone Bark
- 2010: Twój na zawsze (Remember Me) jako Diane Hirsch
- 2008: Lektor (The Reader) jako Rose Mather / Ilana Mather
- 2007: Przebudzenie (Awake) jako Lilith Beresford
- 2005: Casanova jako Andrea
- 2005: Bang Bang Orangutang jako Nina
- 2003: Wydział zabójstw, Hollywood (Hollywood Homicide) jako Ruby
- 2003: Odmienne stany moralności (The United States of Leland) jako Marybeth Fitzgerald
- 2002: Ciemność (Darkness) jako Maria
- 2002: Królowa potępionych (Queen of the Damned) jako Maharet
- 2001: Zapłon (Ignition) jako Faith Mattis
- 2000: Czekolada (Chocolat) jako Josephine Muscat
- 1999: Superbohaterowie (Mystery Men) jako dr Annabel Leek
- 1999: Dziewiąte wrota (The Ninth Gate) jako Liana Telfer
- 1998: Komandor Hamilton (Hamilton) jako Tessie[a]
- 1998: Polski ślub (Polish Wedding) jako Jadzia Pzoniak
- 1997: Noc na Manhattanie (Night Falls on Manhattan) jako Peggy Lindstrom
- 1995: The Night and the Moment jako Markiza
- 1993: Krwawy Romeo (Romeo Is Bleeding) jako Mona Demarkov
- 1993: Mr. Jones jako Libbie Bowen
- 1990: Hebriana jako Lena
- 1990: Hawana (Havana) jako Bobby Duran
- 1989: Wrogowie (Enemies: A Love Story) jako Masza
- 1989: S/Y Glädjen jako Annika Larsson
- 1988: Nieznośna lekkość bytu (The Unbearable Lightness of Being) jako Sabina
- 1988: Friends jako Sue
- 1987: Komedianter jako Ann
- 1986: På liv och död jako Nadja Melander
- 1986: Glasmästarna jako pani z psem
- 1986: Flucht in den Norden jako Karin
- 1985: Wallenberg: A Hero’s Story jako Marta
- 1984: Po próbie (Efter repetitionen) jako Anna Egerman – starsza
- 1982: Gräsänklingar jako Nina
- 1982: Fanny i Aleksander (Fanny och Alexander) jako Rosa
- 1980: Kärleken jako Lena
- 1978: Przygody Picassa (Picassos äventyr) jako Dolores
- 1977: Friaren som inte ville gifta sig jako Cyganka
- 1977: Tabu jako dziewczyna
- 1976: Twarzą w twarz (Ansikte mot ansikte) jako Asystentka w sklepie

Seriale telewizyjne
- 2020: Hunters jako The Colonel
- 2017: Mindhunter (seria 1., odcinek 6.) jako Annaliese Stilman
- 2017: Riviera jako Irina Atman
- 2016: Vinyl jako Mrs. Fineman (matka Jamie Vine)
- 2014–2015 Welcome to Sweden jako Viveka Börjesson
- 2010: Prawo i porządek: sekcja specjalna (Law & Order: Special Victims Unit), odcinek „Tajne sprawy” („Confidential”) jako Ingrid Block
- 2002–2006: Agentka o stu twarzach (Alias) jako Irina Derevko
- 2001: Hamilton (miniserial, wersja telewizyjna filmu z 1998 roku) jako Tessie